# Trichosurus vulpecula
El pósum de cola de cepillo o zarigüeya australiana (Trichosurus vulpecula) es una especie de marsupial diprotodonto de la familia Phalangeridae. Está incluido en la lista 100 de las especies exóticas invasoras más dañinas del mundo de la Unión Internacional para la Conservación de la Naturaleza

## Características
Es de color rojo cobrizo a gris oscuro, con tonos moteados intermedios o incluso blancos. El cuerpo mide 35-58 cm, y la cola 25-40 cm. Es el más grande oposúm marsupial visto por los ciudadanos, ya que es uno de los pocos que abundan en las ciudades, en la naturaleza y espacios cambiados por el hombre. Pese a que se parece a la cola de un zorro, la característica cola prensil está pelada por abajo. Es un animal solitario y poco sociable de hábitos arborícolas nocturnos, alimentándose de noche de vegetales, aunque no desprecia otros alimentos tanto de origen animal como pollos de aves o la corteza de los árboles. Salta y trepa ágilmente, nidifica en los árboles, troncos huecos o agujeros en rocas o en el suelo. Es capaz de emitir silbidos y gruñidos y usa las garras delanteras para alimentarse y defenderse.

## Distribución
Trichosurus vulpecula, escaso en Tasmania y Australia, donde llegó a estar en peligro de extinción, introducido en Nueva Zelanda para la industria del cuero, ha causado un daño considerable a los bosques autóctonos cambiando su composición y estructura por la defoliación y erradicación de sus plantas alimenticias preferidas.

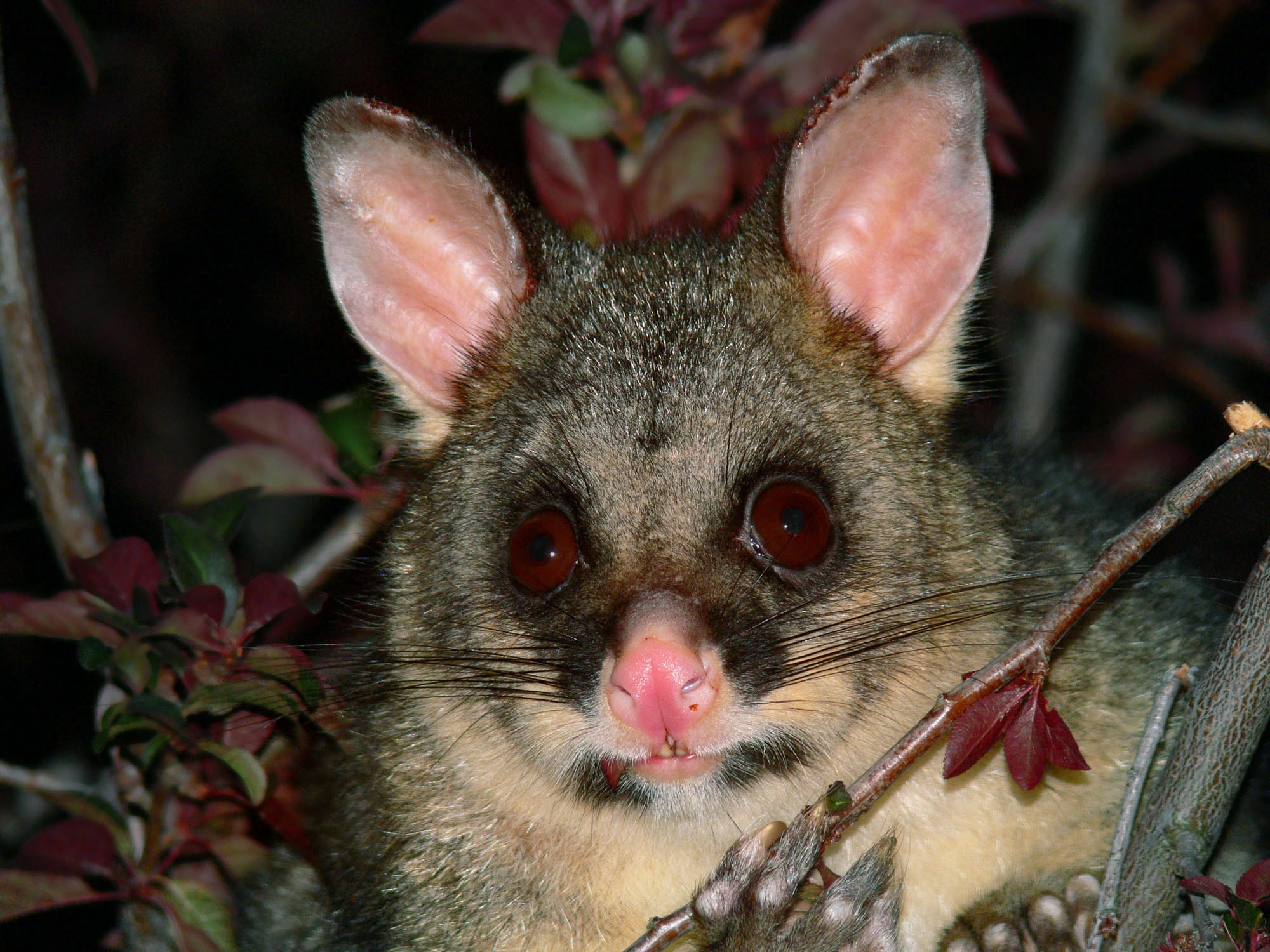
Un ejemplar de posúm cola de escoba.